# 哈維·卡爾普
哈維·卡爾普（Harvey Neil Karp，1951年—）是一位美國小兒科醫師，也在聖塔莫尼卡開設私人診所。卡爾普因為他提出及推廣的安撫嬰兒方式而廣為人知，此一方式是利用模擬子宮環境及安撫反射來安撫嬰兒。
哈維·卡爾普是加州大學洛杉磯分校（UCLA）醫學院小兒科助理教授。卡爾普寫了以下二本書：2002年著的《The Happiest Baby on the Block》以及2004年的《The Happiest Toddler on the Block》。

## 安撫嬰兒的方式
其方式是創造一個類似在母親子宮內生活的環境，依照哈維的理論，人類的嬰兒的發育情形不如比其他的動物。一般將懷孕分為三期，每一個三個月，但哈維將出生後的前三個月視為「懷孕的第四期」。卡爾普認為嬰兒有一種「安撫反射」，若可以讓嬰兒認為自己在子宮內很安全，就會立刻平靜下來。安撫的方式有以下五點，稱為5S法：
1. 繈褓（Swaddling）；將嬰兒包緊可重建類似在子宮內受限的環境。
2. 側躺或趴著（Side/Stomach position）：抱嬰兒時讓臉略為朝下。
3. 發出噓聲（Shushing）：噓聲類似在子宮中有的吵雜白色雜音。
4. 輕輕搖晃（Swinging and jiggling）：輕輕但持續的搖晃嬰兒（特別是頭部），可以讓嬰兒回想起在子宮中的活動狀態。
5. 吸吮（Sucking）：哈維鼓勵使用奶嘴。

## 評論
CBS新聞的報導提到「評論家認為卡爾普是因為許多身為父母的名人的支持而走紅，包括蜜雪兒·菲佛、皮尔斯·布鲁斯南及瑪丹娜。許多明星的背書出現在書背及DVD的封面」。有些醫生也對可能會讓嬰兒在臉朝下的姿勢睡著表示關注，此姿勢會增加嬰兒猝死症的風險。卡爾普也明確的警告家長不要讓嬰兒一直維持臉朝下的姿勢。拉爾夫·法蘭肯（Ralph Frenken）也質疑卡爾普建議的包緊嬰兒及「安撫反射」的概念。

## 外部連結
- 哈維·卡爾普的網站（页面存档备份，存于）（英文）